# Gonzalo Mastriani
Gonzalo Mastriani, vollständiger Name Gonzalo Mathias Mastriani Borges, (* 28. April 1993 in Montevideo) ist ein uruguayischer Fußballspieler.

## Verein

### Anfänge bei Cerro
Der nach Angaben seines Vereins 1,80 Meter große Stürmer, der seit der Séptima für den Klub spielte, stand seit 2011 im Erstligakader des uruguayischen Erstligisten Cerro. In der Primera División 2011/12 kam er in der ersten Spielzeit zu 30 Einsätzen, bei denen er elf Tore erzielte. Nur dreimal stand er dabei nicht in der Startaufstellung. Auch in der Saison 2012/13 war er zunächst Stammspieler und schoss bei zehn Einsätzen zwei Tore. Im November 2012 erlitt er sodann eine Meniskusverletzung, um deren Behandlung nachfolgend ein Streit zwischen Spieler und Verein entstand. Zudem verlor Mastriani seinen Platz in der ersten Mannschaft.

### Wechseltheater zwischen Cerro und Parma
Das Vertragsverhältnis Mastrianis bei den Montevideanern lief bis zum 30. Juni 2013. Bereits im Juli 2012 hatte er kurz vor einem Wechsel zum italienischen Verein AC Parma gestanden, der seinerzeit nach Angaben von Vereinsvertretern 1,2 Millionen US-Dollar für 100 % der Transferrechte bot. Obwohl Cerro zunächst akzeptierte, kam der Wechsel aufgrund nachträglicher Änderungen der Wechselbedingungen letztlich doch nicht zustande. Nachdem Parma ein neues Angebot über eine Million US-Dollar netto vorlegte, scheiterte der Wechsel abermals, da Cerro nun nicht mehr bereit war, den Spieler ziehen zu lassen. Ebenso kam eine Einigung über einen neuen Fünfjahresvertrag mit dem Spieler nicht zustande, wie auch ein Wechsel auf der Basis eines im Januar 2013 abgegebenen dritten 500.000 US-Dollar-Netto-Angebots der Italiener für einen Teil der Transferrechte. Im Februar 2013 stand der zu jener Zeit lediglich mit der Tercera-Mannschaft Cerros trainierende Mastriani sodann im Mittelpunkt eines Konflikts, da sein Agent, der Argentinier Mariano Estevez, nun bekannt gab, dass Mastriani beim FC Parma zum 1. Juli 2013 einen Vertrag unterschrieben habe. In die Reservemannschaft der Tercera war er infolge der gescheiterten Vertragsverlängerung verbannt worden. In der Spielzeit 2013/14 stand er somit beim FC Parma unter Vertrag. Allerdings wurde er bereits Anfang August 2013 auf Leihbasis an den in der Serie B spielenden FC Crotone weitergereicht. Dort absolvierte er fünf Ligaspiele. Im Januar 2014 wurde er seitens Parma an ND Gorica in Slowenien ausgeliehen. Für die Slowenen kam er in der Liga in neun Spielen zum Einsatz (ein Tor). Anschließend wechselte er im August 2014 auf Leihbasis zum portugiesischen Klub SC Olhanense. Dort lief er in der Spielzeit 2014/15 in 29 Partien (fünf Tore) der Liga de Honra auf. Nachdem er zunächst zum FC Parma zurückgekehrt war, setzte er ab Anfang August 2015 seine Karriere wieder im heimischen Montevideo fort. Dort stand er im Kader des Club Atlético Rentistas, für den er in der Spielzeit 2015/16 23 Erstligabegegnungen bestritt und fünf Treffer erzielte. Im Juli 2016 wechselte er nach Mexiko zum Tampico-Madero FC. Bis Jahresende traf er einmal bei zwölf Ligaeinsätzen ins gegnerische Tor. Anschließend gehörte er im Januar 2017 dem Kader des Alebrijes de Oaxaca FC an, ohne zu einem Pflichtspieleinsatz zu kommen. Ende Januar 2017 verpflichtete ihn der uruguayische Erstligist Sud América, für den er in der Saison 2017 in 26 Erstligaspielen (drei Tore) auflief. In der Folgesaison 2018 trat er für Boston River an.
2019 ging der Spieler nach Ecuador, wo er beim Guayaquil City FC einen Vertrag unterzeichnete. Zwei Jahre später übernahm ihn der Ligakonkurrent Barcelona SC. Im August 2022 verließ Mastriani den Klub vorzeitig und wechselte nach Brasilien, wo er für América Mineiro noch in der Série A 2022 antrat. América erwarb zunächst 60 % der wirtschaftlichen Rechte und Ende 2023 die vollständigen. Kurz nach Beginn der Staatsmeisterschaft von Minas Gerais 2024 wechselte er zu Athletico Paranaense. Der Kontrakt erhielt eine Laufzeit bis Jahresende 2026.

## Nationalmannschaft
Mastriani wurde von Trainer Óscar Tabárez im März 2012 ins Aufgebot der Olympiaauswahl (U-23) berufen und kam in einem Freundschaftsspiel gegen die U-20 des Landes zum Einsatz. Er spielte auch bereits für die uruguayische U-20-Nationalmannschaft. Am 30. Juni 2012 erzielte er dabei ein Tor in der Begegnung gegen die chilenische Auswahl. Wegen seiner Meniskusverletzung konnte er nicht an der U-20-Südamerikameisterschaft 2013 in Argentinien teilnehmen.

## Auszeichnungen
Gorica
- Slowenischer Fußballpokal: 2013/14

America Mineiro
- Torschützenkönig Copa Sudamericana 2023: 9 Tore